# Laporte (Pensilvania)
Laporte es un borough ubicado en el condado de Sullivan en el estado estadounidense de Pensilvania. En el año 2000 tenía una población de 290 habitantes y una densidad poblacional de 100.0 personas por km².

## Geografía
Laporte se encuentra ubicado en las coordenadas 41°25′24″N 76°29′27″O / 41.42333, -76.49083.

## Demografía
Según la Oficina del Censo en 2000 los ingresos medios por hogar en la localidad eran de $43,750 y los ingresos medios por familia eran $52,500. Los hombres tenían unos ingresos medios de $30,625 frente a los $25,500 para las mujeres. La renta per cápita para la localidad era de $18,762. Alrededor del 7.4% de la población estaba por debajo del umbral de pobreza.